# Емблема Нагаленду
Емблема Нагаленду (гінді नागालैंड का राज्य-चिह्न&) — офіційна печатка уряду індійського штату Нагаленд. Розроблена місцевим художником Мерімвю Дуло та офіційно прийнята у серпні 2005 року.

## Дизайн
Емблемою Нагаленду є кругла печатка із зображенням бізона гаяла, що стоїть на зеленому горбистому ландшафті, оточена девізом «Unity» і словами «Government of Nagaland».

## Урядовий прапор
Уряд Нагаленду може бути представлений прапором із зображенням емблеми штату на білому полі.